# EMBB

eMBB (от англ. Enhanced mobile broadband — «Расширенная мобильная широкополосная связь») — это расширение услуг, впервые включаемое сетями 4G LTE, которое обеспечивает высокую скорость передачи данных в широкой зоне покрытия. eMBB обеспечивает большую емкость, необходимую для поддержки пиковых скоростей передачи данных как для больших скоплений людей, так и для конечных пользователей, которые находятся в движении.
Начальная фаза автономных развертываний 5G фокусируется на eMBB, которая обеспечивает большую полосу пропускания данных, дополненную умеренными улучшениями задержки как для 5G NR, так и для 4G LTE. Это поможет разработать современные варианты использования мобильного широкополосного доступа, такие как новые медиа и приложения AR / VR, потоковое видео UltraHD или 360-градусное вещание и многое другое.